# Vicia aintabensis
Vicia aintabensis — вид квіткових рослин з родини бобових (Fabaceae). Ареал охоплює такі країни: Єгипет, Іран, Ірак, Ліван, Сирія, Туреччина (азійська).

## Середовище
Висота проживання: 170–1600 метрів. Це відносно рідкісний вид, що мешкає лише на сухих сільськогосподарських угіддях та порушених землях, рідше на лісових узліссях у Південно-Західній Азії. Зафіксованих загроз для цього виду немає, але ці території зазвичай надмірно випасаються або схильні до урбанізації.